# Novo Sancti Petri
El complejo turístico Novo Sancti Petri se encuentra situado en la playa de la Barrosa, en la ciudad española de Chiclana de la Frontera. Es la urbanización que cuenta con el mayor número de plazas hoteleras en la provincia de Cádiz y en toda la Costa de la Luz. En ella se pueden encontrar hoteles de cuatro y cinco estrellas, además de campos de golf, residenciales y centros comerciales.

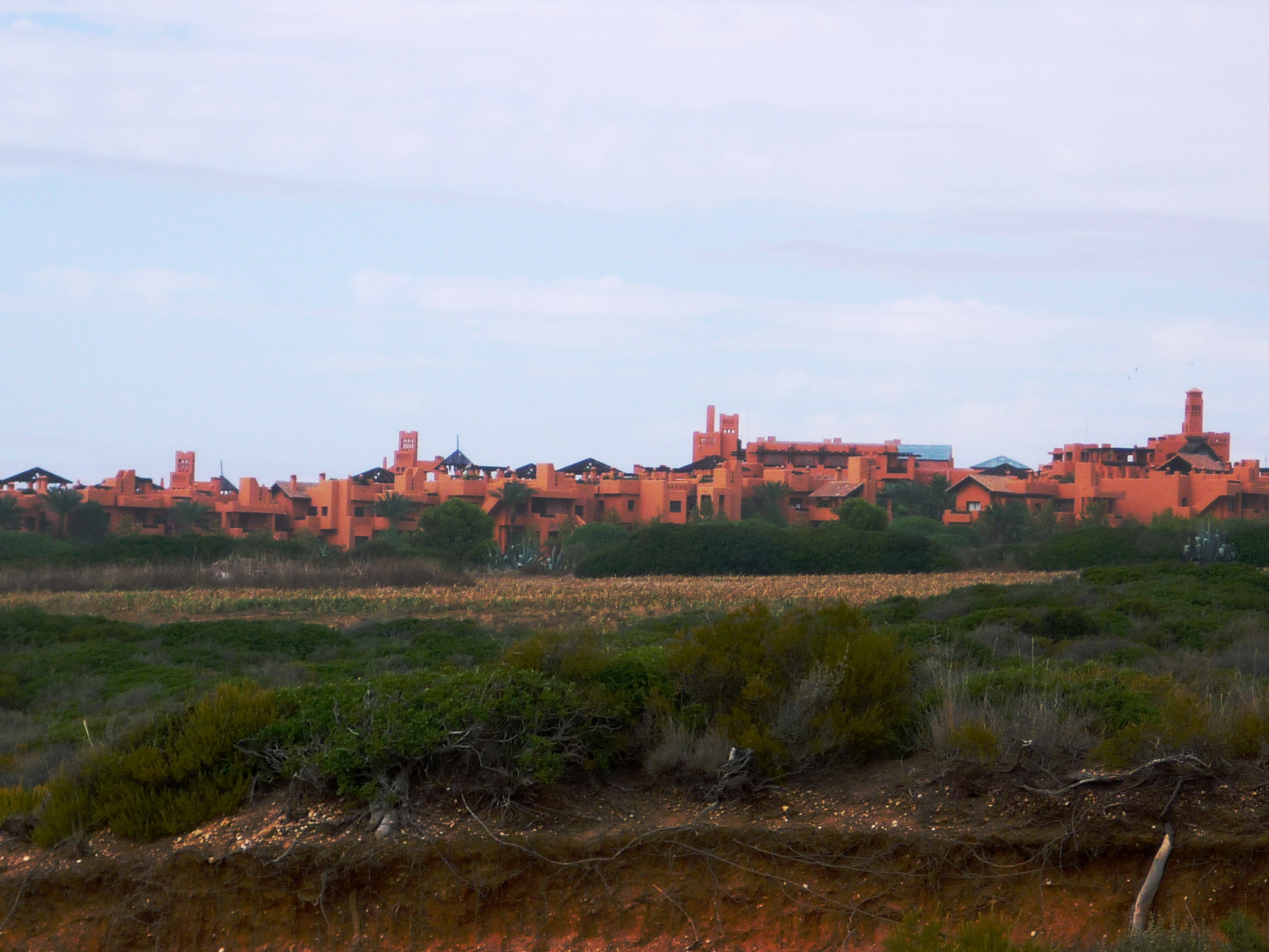
Novo Sancti Petri

En 1988 parecía un sueño difícil de realizar. Sin embargo, con el empeño de un grupo de inversores y profesionales, Novo Sancti Petri se fue confirmando año a año como destino turístico de golf. A principios de los 90 el golf en Andalucía parecía estar reservado a la Costa del Sol. No obstante, el tesón y gran trabajo de los profesionales de Novo Sancti Petri lograron que alcanzara la repercusión nacional actual. En diciembre de 1990 fue inaugurada la Casa Club por S.A.R. Don Juan de Borbón. La crisis de principios de los 90 causó enorme perjuicio en las inversiones que se habían llevado a cabo en esta macro urbanización, aún no concluida. Si hay que reconocer el trabajo de una persona, este sería Bernd Stengel, directivo turístico traído de Mallorca de manos del Grupo Royaltur y que fuera director del centro de reservas CORAL durante la Expo 92, quien semana a semana fue haciendo Novo Sancti Petri más visible en el mercado alemán, logrando que comenzaran los vuelos directos desde Alemania a través del cercano Aeropuerto de Jerez. Fue en la segunda mitad de los 90 cuando empezaron a animarse de nuevo las inversiones y se terminaron proyectos como los cuatro hoteles de Hipotels, Aldiana Andalucía, Meliá Sancti Petri o la ampliación del primer hotel de la Urbanización, Royal Andalus Golf y la construcción del complemento perfecto a éste, Andalucía Playa.
Uno de los objetivos para el buen funcionamiento de este (entonces) nuevo destino turísticos era conseguir que Novo Sancti Petri fuera un destino turístico de todo el año. Ello fue posible fundamentalmente gracias a dos tipos de clientela: por un lado, grupos de aprendices/jugadores de golf extranjeros (preferiblemente de países en los cuales la práctica del golf en invierno es imposible por la climatología) acompañados de su 'profesor/monitor' del club de origen y, por otro lado, equipos de futbol profesionales de países en los que en invierno se interumpe su liga para celebrar su 'stage' (entrenamiento continuado) de invierno. Por los excelentes campos e instalaciones tanto para la práctica del golf como por el hecho de que se adaptaron/construyeron varios campos de fútbol, este objetivo se consiguió en poco tiempo y se ha ido consolidando a lo largo de los años. 
El REAL NOVO SANCTI PETRI GOLF CLUB se postuló en 1997 como sede para la celebración de la primera edición de la RYDER CUP jamás disputada fuera de las islas británicas (en su edición europea), pero la que finalmente fue adjudicada al REAL CLUB VALDERRAMA en Sotogrande, a pesar de tener el apoyo del propio Severiano Ballesteros (en aquella época capitán del equipo europeo). Dicha candidatura tuvo el apoyo de la corporación municipal de Chiclana y, en especial, de su entonces Alcalde José de Mier. El primer evento de golf internacional celebrado en este campo fue el TURESPAÑA MASTERS OPEN DE GOLF DE ANDALUCÍA (formando parte del circuito europeo de la PGA) en 1993, siendo Andrew Oldcorn el ganador.           
A fecha de 2020, Novo Sancti Petri cuenta con dos Apartoteles de 4 estrellas, 8 hoteles de 4 estrellas, tres de 5 estrellas, y uno de 5 estrellas GL -Gran Lujo- (que equivaldría a lo no existente categoría 6 estrellas).
El Campo de Golf que fue inaugurado en 1990 con 27 hoyos, que se amplió en el año 2001 con otros 9, para sumar dos campos de 18 hoyos: Mar y Pinos como recorrido "A" y Centro como recorrido "B". 
Novo Sancti Petri se consolida como uno de los destinos turísticos de primer nivel, preferidos por los ciudadanos centroeuropeos. A nivel nacional, se trata de una de las más cotizadas zonas de veraneo.